# Szyszkowa
Szyszkowa – wieś w Polsce, położona w województwie dolnośląskim, w powiecie lubańskim, w gminie Leśna. 

## Położenie
Szyszkowa to wieś łańcuchowa o długości około 3,1 km, leżąca na Pogórzu Izerskim, na lewym brzegu Kwisy, na wysokości około 220–230 m n.p.m.

## Podział administracyjny
W latach 1975–1998 wieś administracyjnie należała do województwa jeleniogórskiego.

## Zabytki
Do wojewódzkiego rejestru zabytków wpisane są obiekty:
- zespół pałacowy, z folwarkiem, z XVIII–XIX w.
  - pałac
  - park

## Przyroda
Na terenie miejscowości znajduje się pomnik przyrody Dąb Szyszkowiak - dąb szypułkowy o obwodzie pnia 602 cm.

## Edukacja
Do 2004 r. funkcjonowała szkoła podstawowa. Od 2013 r. funkcjonuje przedszkole Szyszkowa Polana.